# المناطق التعليمية الموحدة بسان فرانسيسكو

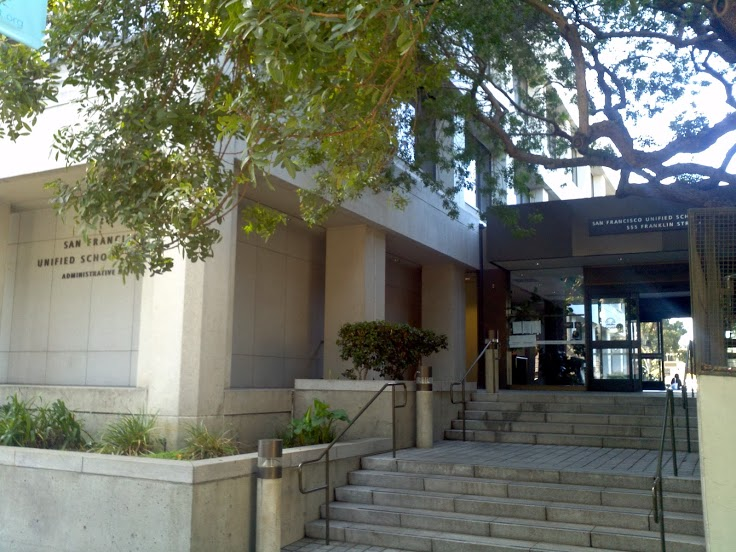
SFUSD headquarters

المناطق التعليمية الموحدة بسان فرانسيسكو (بالأنجليزية: San Francisco Unified School District) هي منطقة مدارس في سان فرانسيسكو.

## وصلات خارجية
- المناطق التعليمية الموحدة بسان فرانسيسكو (بالإنجليزية)/(بالإسبانية)/()
  - خدمات ترجمة كتابية وشفهية مجانية (بالعربية)
  - Translated documents
  - متعلميالإنجليزية دليل برنامج (بالعربية)